# Hoshū Katsuragawa
Hoshū Katsuragawa (jap. 桂川 甫周 Katsuragawa Hoshū; ur. 1751, zm. 1809) – japoński lekarz, uczony w rangaku (dosł.: nauka holenderska; znaczenie: studiowanie nauki Zachodu w okresie Edo przy pomocy języka holenderskiego). 
Katsuragawa służył rodowi Tokugawa jako lekarz i tłumacz z holenderskiego. Jego bratem był pisarz Chūryō Morishima.